# Olla podrida
Pour les articles homonymes, voir Olla.
L’olla podrida est une spécialité culinaire espagnole comprenant toutes sortes de viandes. Il existait déjà dans la cuisine médiévale et est mentionné dans Don Quichotte.

## Étymologie
Il est généralement admis que le nom vient de olla poderida : poderida dans le sens de pot des puissants, seuls les riches pouvaient s'approcher de ce plat, alors que le peuple devait se contenter d'herbes et de légumes de la campagne ; ou en référence aux ingrédients « puissants », qui donnaient beaucoup de puissance ou de force. Le e aurait disparu par le processus d'évolution de la langue, laissant le mot pourri, se confondant au fil du temps avec le sens de pudrir (« pourrir »).
Cependant, il est également possible que le mot podrida ait toujours été utilisé dans son sens habituel de pudrir, avec une intention ironique. Pour citer Covarrubias, « […] dès qu'il est cuit très lentement, que presque ce qui est à l'intérieur s'émiette, et reste comme un fruit trop mûr ».